# 오에이 증후군
오에이 증후군( - 症候群, Office Automation Syndrom)은 사무 자동화 기기를 오래 사용함으로써 발생하는 심신의 이상을 가리키는 단어이다. 시력 저하, 현기증, 어깨의 뻐근함, 두통, 초조감 등의 증세가 나타난다.